# Święty (producent muzyczny)
Święty, właściwie Mikołaj Jarząbek (ur. 11 kwietnia 1983) – polski muzyk, kompozytor i producent muzyczny, a także inżynier dźwięku. Mikołaj Jarząbek znany jest przede wszystkim z występów w duecie muzycznym Blow.
Współpracował ponadto z takimi wykonawcami jak: Fu, Ten Typ Mes, 2cztery7, Marika, Numer Raz oraz Pjus.
Poza działalnością artystyczną prowadzi studio nagraniowe Tu Wolno Palić, na podstawie którego w 2011 roku powstała wytwórnia muzyczna.

## Dyskografia
Albumy producenckie
| Tytuł                       | Dane dot. albumu                                 |
| --------------------------- | ------------------------------------------------ |
| Tu wolno palić              | - Data: grudzień 2006 - Wydawca: brak (nielegal) |
| Wielki powrót (oraz Temzki) | - Data: 4 marca 2014 - Wydawca: Tu wolno palić   |

Wyprodukowane utwory
| Album                                                     | Rok  | Uwagi | Źródło |
| --------------------------------------------------------- | ---- | --- | ------ |
| Mor W.A. – Te słowa mówią wszystko                        | 2000 | gościnny udział w utworze „Poszło po kosztach” | [ 4 ]  |
| Fu – Wrodzony instynkt                                    | 2004 | produkcja utworów „Intro”, „Nie mów mi”, „Moja nienawiść”, „Droga do nikąd”, „Skazani na życie” i „Żyję jak chcę” | [ 5 ]  |
| Ten Typ Mes – Alkopoligamia: zapiski typa                 | 2005 | produkcja utworów „Krzyki za oknem” (Remix) i „Wyżeej..” | [ 6 ]  |
| 2cztery7 – Funk – dla smaku                               | 2005 | produkcja utworu „Długo czekałem” | [ 7 ]  |
| TWP – Tu wolno Pluton                                     | 2006 | gościnny udział w utworze „Intuicja” | [ 8 ]  |
| W.E.N.A. – Wyższe dobro                                   | 2007 | produkcja utworów „Interlidium”, „Proste to jest” i „Idę po zgliszczach” | [ 9 ]  |
| EmazetProcent – Jedyneczka                                | 2007 | produkcja utworów „Epikurejczyk” i „Biegli w kwestii wierszy” | [ 10 ] |
| Marika – Plenty                                           | 2008 | produkcja utworu „Tysiąc rzeczy” | [ 11 ] |
| Jeżozwierz – Jebać tytuł                                  | 2008 | produkcja utworów „Relaks”, „Kapeć”, „Oldschoolowy numer”, „Kochasz scenariusze?” i „A pamietasz?” | [ 12 ] |
| 2cztery7 – Spaleni innym słońcem                          | 2008 | produkcja utworu „Świętej pamięci” | [ 13 ] |
| Emil Blef – Mam taką twarz, że ludzie mi ufają... billing | 2008 | produkcja utworu „Nikt nie lubi telefonów w nocy” | [ 14 ] |
| Łysonżi – Dżonson                                         | 2009 | produkcja utworu „Zawsze wierzyłem” | [ 15 ] |
| Mardi Gras – Podaj dalej                                  | 2009 | miksowanie i mastering | [ 16 ] |
| Pjus – Life After Deaf                                    | 2009 | produkcja utworów „Takie buty + Skit głuchy telefon” i „Czytam rap” | [ 17 ] |
| Ten Typ Mes – Zamach na przeciętność                      | 2009 | produkcja utworu „Dwadzieścia pięć” | [ 18 ] |
| Numer Raz – Ludzie, maszyny, słowa                        | 2009 | produkcja utworów „Zdrowie” i „Nocny rajd” | [ 19 ] |
| DJ Hubson – West Side Warsaw Mixtape Vol. 2               | 2010 | mastering | [ 20 ] |
| Jeżozwierz – Pan Kolczasty                                | 2011 | produkcja utworów „Intro”, „Dwa Wu A”, „Dziadostwo”, „Mistrz katowski”, „Lipton”, „Tu wolno palić”, „Niebo”, „Katana mistrza 666”, „Na chuj” i „Zamuł/Pozdrówy” | [ 21 ] |
| MŁD & Czarlson – EP                                       | 2011 | miksowanie i mastering | [ 22 ] |
| Temzki – Generalnie LP                                    | 2011 | produkcja utworów „Mów mi temzki”, „Rozkminy”, „Przeszyci złem”, „Nałóg”, „Znaki” i „Outro” oraz miksowanie imastering | [ 23 ] |
| Roux Spana – 1nce Again Remixes                           | 2011 | miksowanie i mastering | [ 24 ] |
| Mi-La & Sista Flo – Kolaż                                 | 2012 | produkcja utworów „Miasto nigdy nie zasypia”, „Żywy dowód”, „Miasto Nigdy nie zasypia (Instrumental)” i „Żywy dowód (Instrumental)” | [ 25 ] |
| Temzki & Roux Spana – 10                                  | 2012 | miksowanie i mastering | [ 26 ] |
| Prys – Na złej drodze do lepszych czasów                  | 2012 | produkcja utworów „Gdzieś między ziemią a niebem”, „Rzadko się widujemy”, „Długodystansowiec”, „Księżyc i gwiazdy”, „Chciałem, żeby tak wyszło”, „Reżyser”, „Nieobecni”, „Młodzi spragnieni”, „Nie wiem, nie znam, nie słyszałem” i „Rozterki rapera niepopularnego” | [ 27 ] |
| DJ Hubson – Pierwsza rano                                 | 2013 | mastering | [ 28 ] |
| Kfiat – Człowiek orkiestra                                | 2013 | produkcja utworów „Po pierwsze po drugie”, „Jak kiedyś” i „Ważne rzeczy” | [ 29 ] |
| Mi-La – Miejskie gawędy o miłości i zbrodniach            | 2013 | produkcja utworów „Ponad”, „Dziwię się”, „Respirator”, „Nocą widzę więcej”, „Przeczucie”, „Pistolet”, „Zwykle w mieście”, „Oddałabym” i „Oceany” | [ 30 ] |